# Паркер, Джон Генри (археолог)
Джон Генри Паркер (англ. John Henry Parker; 1 марта 1806, Лондон — 31 января 1884, Оксфорд) — английский искусствовед, историк искусства и археолог.

## Биография
Сын лондонского торговца. Образование получил в Manor House School (Чизик). Трудовую деятельность начал в 15-летнем возрасте с работы в книжном магазине, в 1832 году открыл свой собственный магазин в Оксфорде, управлял им с большим успехом.
С 1870 года стал директором Музея Эшмола.
Организовал и руководил раскопками, производившимися британским и американским археологическим обществом в Риме. Автор работ по средневековому строительному искусству, в частности, готике и неоготике (в том числе, «Внутренняя архитектура средневековья», 1853—1859), «Археология Рима» (9 томов, 1874—1877).
В знак признания его работ был награждён итальянским королём Виктором Эммануилом II и получил медаль от папы Пия IX.

## Избранные труды
- «Oxford pocket classics»
- «Glossary of terms used in Grecian, Roman, Italian, and Gothic architecture» (1836)
- «Glossary of terms in architecture» (5 изд., 1850); извлечение из этого труда, под заглавием: «A concise glossary of terms in architecture» (5-е изд., 1879);
- «Introduction to the study of gothic architecture», (1849);
- «Some account of the domestic architecture in England» (1853—59),
- «The archeology of Rome» (9 частей, 1874—77).